# Da Minha Vida Cuido Eu
Da Minha Vida Cuido Eu é o primeiro álbum solo da cantora e compositora brasileira Megh Stock, lançado em 2009 com o selo EMI e produzido por Luciano Dragão.
O álbum marca uma mudança de fase da cantora, que agora passa a ter um som mais próximo do shuffle e do blues, com muitos sopros, cordas e piano.

## Faixas
| N.º | Título                         | Duração |  |
| 1.  | "Da Minha Vida Cuido Eu"       | 02:58   |  |
| 2.  | "Sofá Emprestado"              | 03:23   |  |
| 3.  | "Mãos que Consertam"           | 04:15   |  |
| 4.  | "O Filme"                      | 03:33   |  |
| 5.  | "Inveja"                       | 03:21   |  |
| 6.  | "Ele se Sente Só"              | 04:03   |  |
| 7.  | "Lisos Abraços"                | 03:56   |  |
| 8.  | "A Porta"                      | 03:33   |  |
| 9.  | "Contra o Sol"                 | 04:06   |  |
| 10. | "Caderno de Riscos"            | 03:55   |  |
| 11. | "Personagens"                  | 03:01   |  |
| 12. | "Feita de Papel (Faixa Bônus)" | 05:11   |  |

## Singles
- Ele Se Sente Só
- Sofá Emprestado